# Boesenbergia hutchinsonii
Boesenbergia hutchinsonii är en enhjärtbladig växtart som beskrevs av Brian Laurence Burtt och Rosemary Margaret Smith. Boesenbergia hutchinsonii ingår i släktet Boesenbergia och familjen Zingiberaceae. Inga underarter finns listade i Catalogue of Life.